# Hopea wightiana
Hopea wightiana là một loài thực vật thuộc họ Dipterocarpaceae. Đây là loài đặc hữu của Ấn Độ.